# Nordair
Nordair (code AITA: ND : code OACI : NDR) était une compagnie aérienne canadienne fondée en 1947 à la fusion de Boréal Airways et Mont-Laurier Aviation.

## Histoire

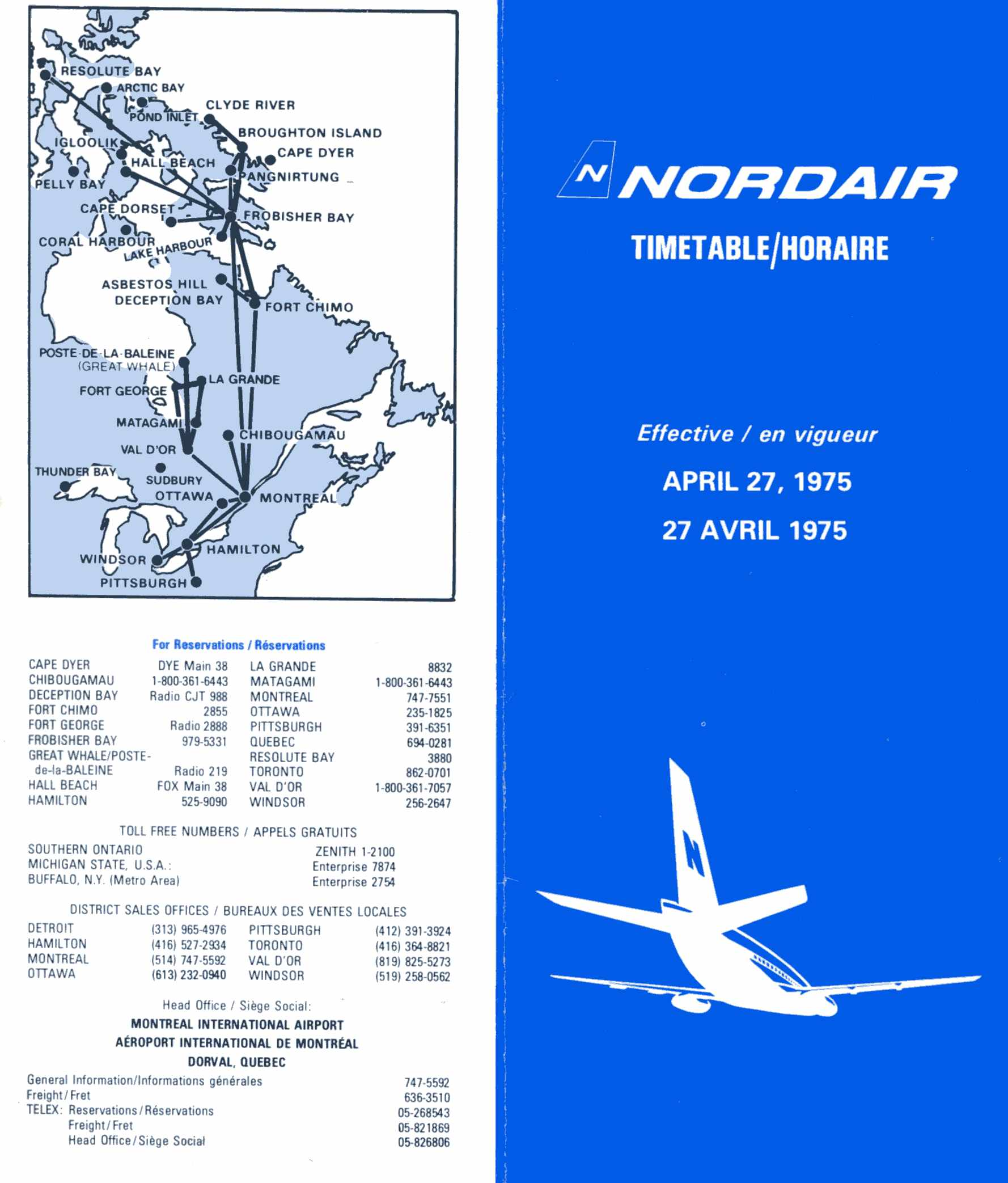
Couverture de l'horaire des vols de Nordair, en vigueur le 27 avril 1975.

À sa fondation, Nordair exploite surtout des vols nolisés de passagers et de marchandises, à l'interne ou au long cours. Des vols sont notamment affrétés par le gouvernement du Canada pour son programme d'exploration des glaces.  
En juillet 1959, Nordair exploite des services passagers réguliers de sa base montréalaise vers Frobisher Bay, Roberval, Chibougamau et Fort Chimo. Puis, en 1969, une révision des permis de transport force la compagnie à revoir son réseau : la compagnie développe un service de vols réguliers vers plusieurs destinations de l'est du Canada et des Territoires du Nord-Ouest. 
Dans les années 1970 et 1980, Nordair s'allie avec First Air et la société d'État NorOntair (en) pour la desserte des destinations secondaires à partir de Dryden, Nanisivik, Hall Beach et Frobisher Bay. En 1979, le réseau de desserte régulière de Nordair est à son apogée : la compagnie assure des vols jusqu'à Winnipeg, à l'ouest, à Resolute Bay, au nord, et Pittsburgh, au sud.   
En 1986, Nordair fait l'objet d'une tentative de fusion avec Québecair, mais c'est finalement CP Air qui acquiert une participation majoritaire de 65 % dans Nordair, tandis que Québecair conserve une part minoritaire de 35 %. Cette transaction permet à CP Air de prendre le contrôle de Nordair sans que celle-ci n'ait jamais été propriétaire de Québecair. Le 27 mars 1987, Pacific Western Airlines achète CP Air et change de nom pour Canadian Airlines. Les avions à réaction sont intégrées à la filiale Canadian, tandis que les avions à turbopropulseurs ont sont envoyés à Inter-Canadian, spécialisée en transport régional. Canadian Airlines est elle-même acquise par Air Canada en 2001. 
Intair rachète les anciens permis de Nordair afin d'assurer des vols intérieurs dans l'est du Canada en 1989, jusqu'à la cessation de ses propres activités.

## Flotte
| Modèle                              | Image | Nombre | Années | Immatriculation | Réf |
| ----------------------------------- | ----- | ------ | ------ | --------------- | --- |
| BAC 1-11                            |       |        |        |                 |     |
| Boeing 737                          |       |        |        |                 |     |
| Convair 990                         |       |        |        |                 |     |
| Convair 580                         |       |        |        |                 |     |
| Curtiss C-46                        |       |        |        |                 |     |
| DeHavilland Canada DHC-6 Twin Otter |       |        |        |                 |     |
| Douglas DC-3                        |       |        |        |                 |     |
| Douglas DC-4                        |       |        |        |                 |     |
| Douglas DC-6                        |       |        |        |                 |     |
| Douglas DC-8                        |       |        |        |                 |     |
| Fairchild FH-227                    |       |        |        |                 |     |
| Grumman G-73 Mallard                |       |        |        |                 |     |
| Lockheed L-049 Constellation        |       |        |        |                 |     |
| Lockheed L-188 Electra              |       |        |        |                 |     |
| Short Skyvan                        |       |        |        |                 |     |

## Accidents et incidents
- Le 6 février 1973, le Douglas C-47B immatriculé CF-HTH subit des dommages irréparables lorsqu'il est heurté par un véhicule à l'aéroport de Montréal[6];
- Le 15 novembre 1975, le Douglas C-47 immatriculé C-FCSC a été endommagé de façon irréparable par un incendie à l'aéroport de La Grande Rivière, à Radisson[7];
- Le 31 mars 1977, alors qu'il était stationné sur la rampe d'accès à la BFC Summerside, le Lockheed L-188 Electra immatriculé CF-NAZ est gravement endommagé par une tentative d'atterrissage d'urgence d'un aéronef CL-28 des Forces armées canadiennes. Le CF-NAZ a ensuite été reconstruit à Van Nuys et ré-enregistré sous le nom de C-GNDZ.